# Religiös skepticism

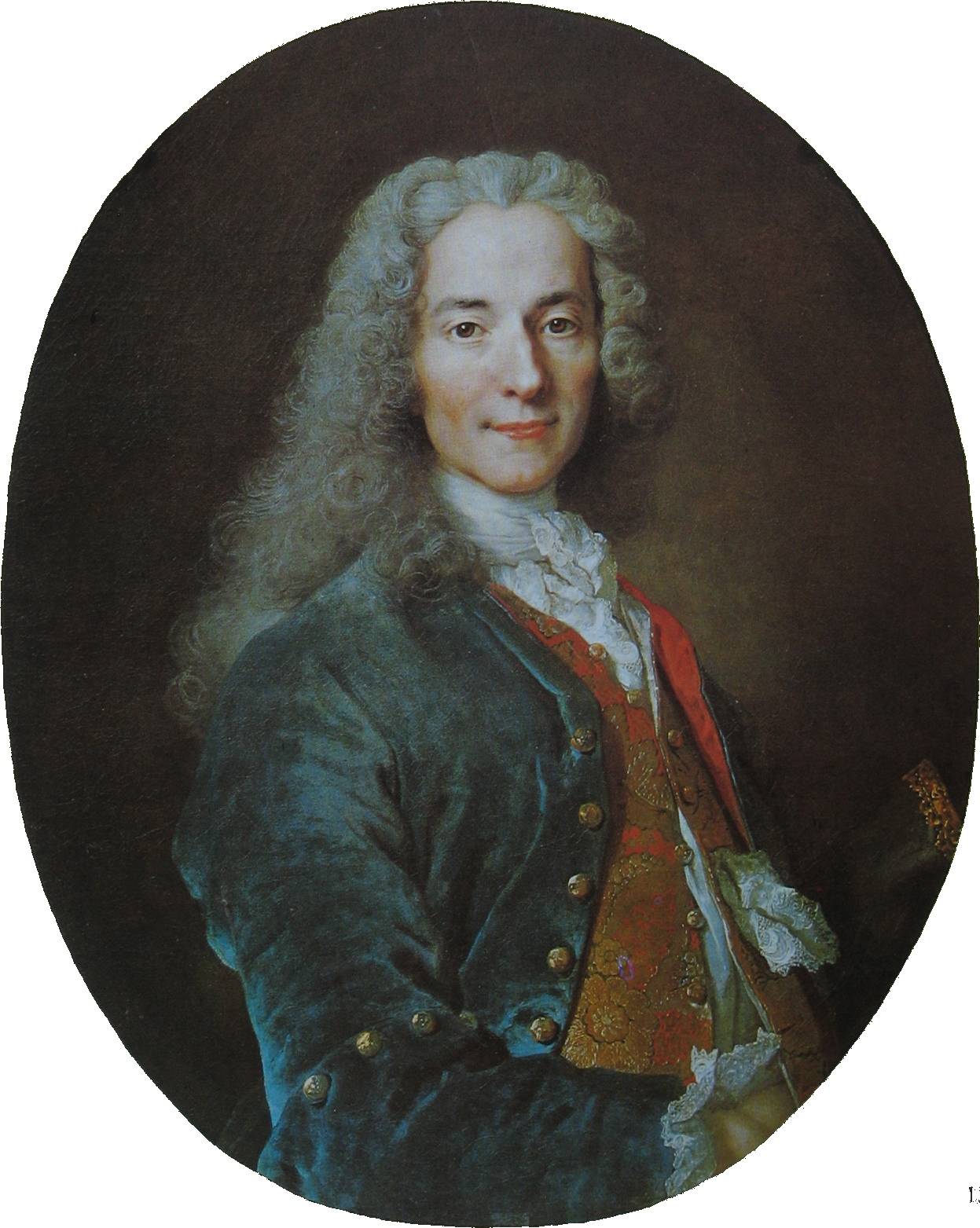
Voltaire, en religiös skeptiker

Religiös skepticism innebär skepticism till religioner, men ska inte förväxlas med ateism. En religiös skeptiker ifrågasätter religionens auktoritet, men är inte nödvändigtvis utan religiös uppfattning. Sokrates var en av de mest framstående och första religiösa skeptikerna som det finns uppgifter om. Han ifrågasatte legitimiteten hos sin tids tro på de grekiska gudarnas existens. Religiös skepticism är inte detsamma som ateism eller agnosticism, och vissa religiösa skeptiker är deister (eller teister som förkastar den rådande organiserade religionen de möter, eller till och med all organiserad religion). Sir Alfred Ayer var en välkänd religiös skeptiker.

## Översikt
Ordet skeptiker härstammar från den medelfranska termen sceptique eller latinets scepticus och används ibland mer allmänt för alla som har en negativ syn på religion, ordagrant "skeptikernas sekt". Dess ursprung är det grekiska ordet skeptikos, som betyder fråga, vilket användes för att hänvisa till medlemmar av den hellenistiska filosofiska skolan för pyrrhonism, som tvivlade på möjligheten till kunskap. Som sådan hänvisar religiös skepticism i allmänhet till att tvivla eller ifrågasätta något om religion. Fast, som noterat av Schellenberg används termen ibland mer allmänt om alla som har en negativ syn på religion.
Majoriteten av skeptiker är agnostiker och ateister, men det finns också ett antal religiösa människor som är skeptiska till religion. De religiösa är i allmänhet skeptiska till påståenden från andra religioner, åtminstone när de två alternativen strider om någon uttalad tro. Vissa filosofer framställer den rena mångfalden av religion som ett skäl för skepsis från både teister och icke-teister. Teister är också i allmänhet skeptiska till de påståenden som ateister framför.
Michael Shermer skrev att religiös skepticism är en process för att upptäcka sanningen snarare än allmän icke-acceptans. Av denna anledning kan en religiös skeptiker tro att Jesus existerade medan han ifrågasatte påståenden om att han var messias eller utförde mirakel. Thomas Jeffersons The Life and Morals of Jesus of Nazareth, ett bokstavligt klipp och klistra i Nya testamentet som tar bort allt övernaturligt, är ett framträdande exempel. 

## Historik

### Antik historia
Antikens Grekland var ett polyteistiskt samhälle där gudarna inte var allsmäktige och krävde offer och ritualer.
Den tidigaste början av religiös skepticism kan spåras tillbaka till Xenofanes. Han kritiserade sin tids populära religion, särskilt falska föreställningar om det gudomliga som är en biprodukt av den mänskliga benägenheten att antropomorfisera Gudar. Han tog skriften på sin tid för att måla gudarna i ett negativt ljus och främjade en mer rationell syn på religion. Han var mycket kritisk till att religiösa människor privilegierar sina trossystem framför andra utan goda skäl.
Sokrates uppfattning om det gudomliga var att gudarna alltid var välvilliga, sanningsenliga, auktoritativa och visa. Gudomligheten skulle verka inom rationalitetens normer. Denna kritik av etablerad religion resulterade slutligen i hans rättegång för ogudaktighet och korruption som dokumenterats i Ursäkten. Historikern Will Durant skriver att Platon var "lika skeptisk till ateism som till alla andra dogmer."
Demokritos var materialismens fader i Västvärlden, och det finns inga spår av en tro på något liv efter detta i hans verk. Specifikt, i De i Hades hänvisar han till själens beståndsdelar som atomer som löses upp vid döden. Detta inspirerade senare filosofen Epikuros och den filosofi han grundade, som hade en materialistisk åsikt och förkastade allt efterlivet, samtidigt som de hävdade att gudarna också var ointresserade av mänskliga angelägenheter. I dikten De rerum natura proklamerade Lucretius epikurisk filosofi, att universum verkar enligt fysiska principer och styrs av Fortuna, eller slumpen, istället för de romerska gudarna.
I De Natura Deorum presenterade den akademiske skeptiske filosofen Cicero argument mot Stoikerna som ifrågasätter gudarnas karaktär, oavsett om de deltar i jordiska angelägenheter eller inte, och ifrågasätter deras existens.
I det forntida Indien fanns det en materialistisk filosofisk skola kallad Cārvāka, som var känd för att vara skeptisk till den vediska religionens religiösa anspråk, dess ritualer och texter. En föregångare till Charvaka-skolan, filosofen Ajita Kesakambali, trodde inte på reinkarnation.

### Tidig modern historia
Thomas Hobbes intog ståndpunkter som starkt motsade ortodoxa kristna läror. Han hävdade upprepade gånger att det inte finns några okroppsliga substanser, och att alla saker, till och med Gud, himlen och Helvetet är kroppsliga, materia i rörelse. Han hävdade att "även om Skriften erkänner andar, säger den ändå ingenstans att de är okroppsliga, vilket betyder att de saknar dimensioner och kvantitet".
Voltaire, även om han själv var deist, var en kraftfull kritiker av religion och förespråkade acceptans av alla religioner samt separation av kyrka och stat.
I Japan förklarade Yamagata Bantō (d.1821) att "i denna värld finns det inga gudar, Buddhor eller spöken, inte heller finns det konstiga eller mirakulösa saker".

## Modern religiös skapticism
Termen har förvandlats till en som vanligtvis betonar vetenskapliga och historiska bevismetoder. Det finns vissa skeptiker som ifrågasätter om religion är ett livskraftigt ämne för kritik eftersom det inte kräver bevis för tro. Andra insisterar dock på att det är lika mycket som all annan kunskap, särskilt när den gör påståenden som motsäger dem som gjorts av vetenskapen.
Det har gjorts mycket arbete sedan slutet av 1900-talet av filosofer som Schellenburg och Moser, och båda har skrivit flera böcker som hänför sig till ämnet. Mycket av deras arbete har fokuserat på att definiera vad religion är och specifikt vad folk är skeptiska till om det. Andras arbete har argumenterat för livskraften av religiös skepticism genom att vädja till bevis av högre ordning (bevis om våra bevis och vår förmåga att utvärdera), vad vissa kallar metabevis.
Det finns fortfarande ekon av tidig grekisk skepsis i hur vissa nuvarande tänkare ifrågasätter den intellektuella livskraften av tron på det gudomliga.
I modern tid finns det ett visst mått av misstro och bristande acceptans hos religiösa skeptiker, särskilt mot dem som också är ateister. Detta är kopplat till oro många skeptiker har om regeringen i länder, som USA, där separation av kyrka och stat är centrala principer.